# Leipzig (Schiff, 1959)
Die Leipzig war ein Frachtschiff des VEB Deutsche Seereederei Rostock (DSR).

## Geschichte
Die Leipzig wurde 1959 auf der Warnowwerft Warnemünde gebaut. Sie war das neunte Schiff der Baureihe Typ IV, der ersten Serie von 10.000-Tonnen-Stückgut-Frachtern, die auf Werften der DDR gebaut wurde. Da das erste Schiff dieser Serie auf den Namen Frieden getauft wurde, erhielten die anderen Schiffe dieser fünfzehn Neubauten umfassenden Serie auch die Zusatzbezeichnung Typ Frieden.
Am 28. Juni 1959 wurde das Schiff an die Deutsche Seereederei übergeben und fuhr im Liniendienst nach China, Nordkorea, Japan, Vietnam, Sudan und Jemen, aber auch nach Kuba und Indien.
Mit nur einer einzigen Havarie erreichte die Leipzig den stabilsten Verlauf der Typ-IV-Reihe. Am 21. Juli 1980 wurde die Leipzig bei der DSR außer Dienst gestellt und anschließend nach Saudi-Arabien verkauft, wo sie unter dem Namen Saudi Trader lief. Am 4. März 1983 wurden durch ein Feuer die achteren Wohnräume beschädigt. Im Jahr 1986 wurde das Schiff in Indien verschrottet.